# Aeroportul Saint-Augustin
Aeroportul Saint-Augustin (IATA: YIF, ICAO: CYIF) este un aeroport din Saint-Augustin⁠(d), Le Golfe-du-Saint-Laurent⁠(d), Côte-Nord⁠(d), Provincia Québec, Canada.
Situat la o altitudine de 6 m, aeroportul dispune de o singură pistă. Este operat de Transports Québec⁠(d).